# Elektrárna Vojany
Uhelná elektrárna Vojany byla uhelná elektrárna u obce Vojany v okrese Michalovce. Její instalovaný výkon byl 12×110 čili 1 320 MW, čímž byla v roce 2011 největší tepelnou elektrárnou na Slovensku. Tento výkon zároveň představoval 11,8 % výrobní kapacity slovenských elektráren. Elektrárnu provozovaly Slovenské elektrárne.
V září 2013 Slovenské elektrárne oznámily odstavení 1. a 2. bloku elektrárny. Tyto bloky byly připojeny do distribuční soustavy. 5. a 6. blok, připojené do přenosové soustavy zůstanou zatím v provozu. Instalovaný výkon se tak zmenší o 220 MW na 1100 MW. Důvodem pro odstávku je plánované zavedení poplatku za přístup do distribuční a přenosové soustavy, tzv. G-komponenty. Zbylé dva bloky byly odstaveny březnu 2024.

## Historie
Původní investiční úkol výstavby elektrárny s výkonem 4 x 110 MW z roku 1959 schválilo bývalé Ministerstvo energetiky a vodního hospodářství o rok později, ale s rozšířením o další 2 bloky. Pro výstavbu byla zvolena tato lokalita z důvodu blízkosti ukrajinských hranic, dostatku nevyužité pracovní síly a možnosti odběru vody na chlazení z řeky Laborec.

## Charakteristika
Elektrárna s instalovaným výkonem 1320 MW tvořily dva provozy:
- EVO I
- EVO II

### Elektrárna EVO I
Provoz EVO I tvořilo 6 bloků, spalujících černé uhlí, zemní plyn a mazut. Turbogenerátory mají výkon 6 × 110 MW a po pěti letech výstavby byly uvedeny do provozu v roce 1966.

### Elektrárna EVO II
EVO II tvořilo 6 bloků s výkonem 6 × 110 MW. Provoz byl vybudován v letech 1968 až 1974 a kotle spalovaly zemní plyn a těžký topný olej. V současnosti jsou všechny bloky odstaveny z ekonomických důvodů.